# Higher (пісня The Game)
«Higher» — пісня американського репера The Game з його дебютного студійного альбому The Documentary, видана 7 березня 2005 року обмеженим накладом як четвертий сингл лише на території Франції. Бек-вокал: Наташа Метіс.
У пісні Dr. Dre говорить: «Look out for Detox». Detox був довгоочікуваною третьою студійною платівкою продюсера. Замість неї 7 серпня 2015 видали Compton.

## Чартові позиції
Хоча пісню й не випустили окремком у США, вона потрапила до Bubbling Under R&B/Hip-Hop Singles через трансляцію на радіо.
| Чарт(2005)                                         | Найвища позиція |
| -------------------------------------------------- | --------------- |
| США Bubbling Under R&B/Hip-Hop Singles (Billboard) | 8               |
| Франція (SNEP)                                     | 47              |